# Хедмарк
Хедмарк (норв. Hedmark) је округ у источном делу Норвешке. Управно седиште и највећи град округа је Хамар. Значајни су и градови Елверум и Конгсвингер.
Површина округа Хедмарк је 27.399,61 km², на којој живи око 190 хиљада становника.
У Хедмарку је одржан један део зимских олимпијских игара 1994. године. 

## Положај и границе округа
Округ Хедмарк се налази у источним делу Норвешке и граничи се са:
- север: округ Сер-Тренделаг,
- исток: Шведска,
- југ: округ Акерсхус,
- запад: округ Опланд.

## Природни услови
Хедмарк је, уз суседни округ Опланд, једини у Норвешкој, који нема излаз на море. Округ је махом брдски, а у северном делу и планински. Највећи део, посебно у јужном и средишњем делу, је састављен од долина меридијанског правца, окружених брдима и нижим планинама.
Кроз округ протиче најдужа норвешка река Глома. Округ је такође богат језерима, од којих су највећа Фелмунден на североистоку и Мјеса на западу.

## Становништво
По подацима из 2010. године на подручју округа Хедмарк живи преко 190 хиљада становника, већином етничких Норвежана.
Округ последњих деценија бележи стагнирање становништва. У последњих 3 деценије увећање је било за пар процената.
Густина насељености - Округ има густину насељености од преко 7 ст./км², што је осетно мање више од државног просека (12,5 ст./км²). Западни и јужни део округа, који је ближи и приступчнији Ослу, је много боље насељен него планински на северу и погранични на истоку.

## Подела на општине
Округ Хедмарк је подељен на 22 општине (kommuner).